# Bockelwitz
Bockelwitz  est une ancienne commune de Saxe (Allemagne), située dans l'arrondissement de Saxe centrale, dans le district de Chemnitz. Avec effet au 1er janvier 2012, elle est rattachée à la ville de Leisnig.